# Филипп I (герцог Пармский)
Филипп I (исп. Felipe I de Borbón; 15 марта 1720[…], Мадрид — 18 июля 1765[…], Алессандрия, Пьемонт) — испанский инфант, герцог Пармский, Пьяченцский и Гуасталльский (1748—1765) из династии Бурбонов. Сын короля Испании Филиппа V и его второй жены Изабеллы Фарнезе. Основатель Пармской линии Бурбонов.

## Биография
Мать Филиппа, Изабелла Фарнезе, была единственным ребёнком герцога Пармы и Пьяченцы Одоардо II, и вступив в брак, она передала права на пармский престол испанским Бурбонам.
В 1731 году герцогом Пармы и Пьяченцы стал старший брат Филиппа дон Карлос, но в 1735 году, после Войны за польское наследство, он произвел обмен с Габсбургами, обменяв герцогство на Неаполь и Сицилию. Но по Аахенскому миру 1748 года Австрия потеряла Парму и Пьяченцу и княжество Гвасталла. Герцогский титул вернулся к Бурбонам и его получил дон Филипп.
После нескольких лет войны герцогство было в плачевном состоянии, и чтобы поднять экономику Филипп I назначил министром Гийома дю Тийо. Он поддерживал развитие обучения, открыл публичные школы. В его правление Парму посетили многие известные энциклопедисты, учителем его наследника, Фердинанда, был Этьен де Кондильяк.
Умер Филипп I Пармский 18 июля 1765 года в Алессандрии, куда сопровождал на свадьбу свою дочь Марию Луизу. Ему наследовал сын Фердинанд I.

## Ранние годы
Филипп родился в 15 марта в 1720 году в Мадриде. Он был вторым сыном испанского короля Филиппа V и его второй жены Изабеллы Фарнезе.
Филипп вырос в Мадриде и с детства проявлял больше интереса к искусству, чем к политике.

## Семья
В 1739 году Филипп женился на Луизе Елизавете Французской (1727—1759), дочери Людовика XV и Марии Лещинской. Дети:
- Изабелла (1741—1763), супруга императора Иосифа II;
- Фердинанд (1751—1802), следующий герцог Пармский;
- Мария Луиза (1751—1819), супруга короля Испании Карла IV.